# Iryna Tsilyk
Iryna Tsilyk, née le 18 novembre 1982 à Kiev, est une auteure et cinéaste ukrainienne.

## Biographie
Iryna Tsilyk est diplômée d'une mention honorifique, summa cum laude, de l'université nationale Karpenko-Kary consacrée au théâtre, au cinéma et à la télévision. 

## Carrière professionnelle
Iryna Tsilyk travaille dans l'industrie cinématographique. En 2016, le court métrage Home est lauréat du prix du meilleur film court lors de la 7e édition du Festival international du film d'Odessa. En 2020, elle est lauréate du prix de la Meilleure réalisatrice au Festival du film de Sundance, pour le long métrage documentaire The Earth Is Blue As an Orange. La même année, le film remporte la compétition officielle dans la catégorie Premier film du festival basque de cinéma Zinebi, également connu comme le Bilbao International Festival of Documentary and Short Films. 
Iryna Tsilyk est également l'auteure de plusieurs ouvrages de poésie ou de livres pour enfants,. 
Certaines de ses œuvres ont été traduites en anglais, polonais, lituanien, tchèque et allemand, avant d'être présentés dans des événements littéraires internationaux tels que le Festival littéraire international Vilenica en 2008, le Vilnius Book Fair 2016, Poesiefestival Berlin 2017 ou la Foire du livre de Leipzig en 2017.
Iryna Tsilyk est membre de PEN Ukraine, pour l'association PEN International, dont l'objectif est de rassembler des écrivains de tous pays afin de défendre à travers la création les valeurs de paix, de tolérance et de liberté.

## Publications

### Poésie
- 2007 : Qi (Ці)
- 2016 : The Depth of Sharpness (Hlybyna rizkosti) (Глибина різкості), 112 p, Meridian Czernowitz, Chernivtsi

### Guide
- 2012 : Awesome Ukraine, Iryna Tsilyk, Artem Tchekh, 224 p, Osnovy Publishing House, B008HDRE9C

### Prose
- 2008 : The Day After Yesterday (Післявчора)
- 2013 : Birthmarks (Родимки), 214 p, Електронкнига,  (ISBN 978-617-7026-06-7)
- 2015 : Red Marks on Black (Червоні на чорному сліди), 152 p, Комора,  (ISBN 978-966-97403-9-7)

### Livres pour enfants
- 2015 : Such an interesting life (Таке цікаве життя), 48 p, Vydavnytstvo Staroho Leva, Lviv,  (ISBN 978-6176791263)
- 2016 : The City-tale of One’s Friendship (МІСТОрія однієї дружби), Illustrations de Marysia Rudska, 127 p, Vydavnytstvo Staroho Leva, Lviv,  (ISBN 9786176791683)

## Filmographie

### Réalisatrice
- 2013 : Commemoration : Pomyn (court métrage, 24 min)
- 2016 : Home (court métrage, 12 min)
- 2017 : Tayra (court métrage documentaire, 10 min) et Enfant (court documentaire, 15 min).
- 2020 : La Terre est bleue comme une orange (long métrage documentaire, 70 min).

### Actrice
- 2016 : My Grandmother Fanny Kaplan (Moya babusya Fani Kaplan)  d'Alena Demyanenko : une prisonnière politique

## Distinctions
- 2016 : Prix du meilleur court métrage pour Home, Festival international du film d'Odessa, Ukraine[10]
- 2020 : pour The Earth is blue as an orange (La Terre est bleue comme une orange)[11]
  - Grand prix, Festival international du film documentaire Millenium,
  - Prix du festival du film de Zurich
  - Prix de la meilleure réalisatrice Festival du film de Sundance